# Florence Fraser
Florence Fraser, también conocida como Sissy Fraser, fue una tenista argentina considerada en diversos momentos entre 1906 y 1917, cuando todavía no existía la clasificación oficial que recién sería instaurada en 1929, como la mejor de su país. Alternó en esos años el primer lugar con Maud Jacobs y Dorothy Boadle.
Fue campeona en individuales del Campeonato del Río de la Plata de 1910, tras derrotar en la final a Catalina N. Mackenzie por 6-4 y 6-0.
Asimismo, fue subcampeona del mismo torneo en la edición de 1907, tras perder la final contra Maud Jacobs por 7-5 y 6-1.
Fue la primera tenista argentina en ganar un torneo internacional. Fue en Escocia en 1921.